# BUNGEE GUM.
BUNGEE GUM.（バンジーガム）は、日本の6人組女性アイドルグループ。2024年7月13日にデビュー。キャッチコピーは「なんでもありのゲームセンター」。

## 来歴
2024年
- 7月8日 初期メンバーが発表される。
- 7月13日 デビューライブ(SPARK2024 in Kawasaki)が行われる。

2025年
- 1月8日 小仁るうかが持病の悪化を理由に1月16日をもって脱退することが発表される[2]。
- 1月23日 津島かりんと藤宮しずくの加入が発表される[3]。
- 8月6日  duo MUSIC EXCHANGEにて1周年ワンマンライブを開催予定。
- 6月30日 婪間かな 卒業
- 7月1日 公式Xより婪間かな、藤宮しずくの卒業を発表。(婪間かなは6月30日付けでの卒業、藤宮しずくは8月6日に行われるワンマンライブをもって卒業)[4]

## メンバー
| 名前                | 担当カラー           | 誕生日   | 備考            |
| ------------------- | -------------------- | -------- | --------------- |
| 舞猫 尊々           | ニキュニキュグリーン | 10月11日 |                 |
| おどらにゃ そんそん | ニキュニキュグリーン | 10月11日 |                 |
| 妃苺 ふうか         | キラキラレッド       | 7月22日  |                 |
| きいちご ふうか     | キラキラレッド       | 7月22日  |                 |
| 恋姫 みあん         | モグモグピンク       | 6月12日  |                 |
| こいひめ みあん     | モグモグピンク       | 6月12日  |                 |
| 津島 かりん         | ポケポケイエロー     | 3月27日  | 2025年1月加入。 |
| つしま かりん       | ポケポケイエロー     | 3月27日  | 2025年1月加入。 |
| 藤宮 しずく         | メラメラブルー       | 12月14日 | 2025年1月加入。 |
| ふじみや しずく     | メラメラブルー       | 12月14日 | 2025年1月加入。 |